# Valide sultan

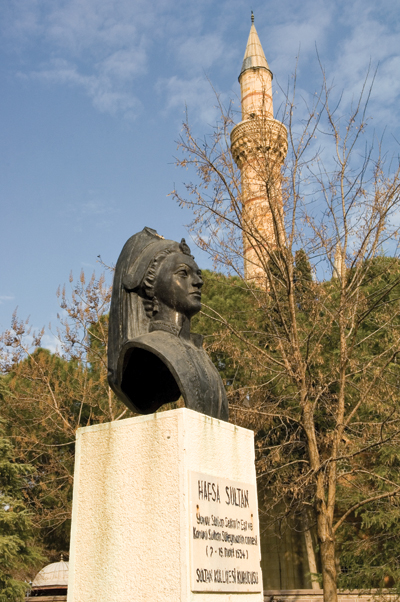
Popiersie Ayşe Hafsy, pierwszej valide sultan.

Valide sultan (osm. والده سلطان) – tytuł noszony przez „prawną matkę” panującego sułtana w imperium osmańskim. Tytuł ten został po raz pierwszy użyty w XVI wieku w odniesieniu do sułtanki Ayşe Hafsy, małżonki Selima I Groźnego i matki Sulejmana Wspaniałego, zastępując dotychczasowy tytuł mehd-i ülya („kolebka najwyższego”). Tytuł był zwykle noszony przez żyjącą matkę panującego sułtana. Matkom, które zmarły przed wstąpieniem ich syna na tron, nigdy nie udzielano tytułu valide sultan. W szczególnych przypadkach tytuł valide sultan uzyskiwały babki, macochy lub nawet siostry panującego.

## Znaczenie valide sultan
Valide (والده) dosłownie oznacza „matka” w języku osmańskim.
Sultan (سلطان) jest słowem arabskiego pochodzenia, a jego oryginalne znaczenie to „władza” lub „panowanie”. Na początku XVI wieku tytuł ten, noszony zarówno przez mężczyzn, jak i kobiety należące do dynastii osmańskiej, zastąpił inne tytuły noszone przez prominentnych członków rodziny panującego, przede wszystkim hatun dla kobiet i bej dla mężczyzn. Takie użycie leżało u podstaw osmańskiej koncepcji suwerennej władzy jako przywileju rodziny.
W tradycji europejskiej osmański władca był znany jako „sułtan”, ale sami Osmanowie dla jego określenia używali tytułu padişah (cesarz) lub hünkar. Oficjalny tytuł cesarza zawierał słowa „sultan” oraz „chan”, np.: Sułtan Sulejman Chan. Do dzieci sułtana zwracano się oficjalnie, tytułując je „sultan”, przy czym w przypadku cesarskich książąt (Şehzade) umieszczano tytuł przed imieniem, a w przypadku cesarskich księżniczek po imieniu, na przykład Şehzade Sultan Mehmed i Mihrimah Sultan, syn i córka Sulejmana Wspaniałego. Tak jak cesarskie księżniczki, również matka i główne małżonki nosiły ten tytuł po swoim imieniu, np.: Ayşe Hafsa Sultan, matka Sulejmana i pierwsza valide sultan i Hürrem Sultan, główna żona Sulejmana i pierwsza haseki sultan. Ewolucja używania tego tytułu odzwierciedlała zmiany we władzy wśród kobiet z rodziny sułtańskiej, szczególnie w okresie tzw. sułtanatu kobiet, kiedy pozycja głównej żony uległa osłabieniu na przestrzeni XVII wieku. Główna żona straciła tytuł „sultan”, zastąpiony przez „kadinefendi”. Odtąd tylko matka panującego sułtana była jedyną osobą nie mającą w żyłach cesarskiej krwi, noszącą tytuł „sultan”.

## Rola i pozycja
Valide sultan było przypuszczalnie najważniejszym po sułtanie stanowiskiem w Imperium Osmańskim. Jako matka sułtana, zgodnie z islamską tradycją („Prawo matki jest prawem Boga”), valide sultan mogła mieć znaczny wpływ na sprawy państwowe. Miała dużą władzę na dworze, swoje własne komnaty, zawsze sąsiadujące z komnatami syna i personel administracyjny. Valide sultan miała również dostęp do poważnych środków ekonomicznych i często finansowała duże projekty architektoniczne. Szczególnie w XVII wieku, okresie znanym jako Sułtanat kobiet, kiedy sułtanami byli niekompetentni mężczyźni lub wręcz dzieci, rola kolejnych valide sultan poważnie wzrosła.
Sułtanat kobiet rozpoczęła Roksolana (1505–1558), kontynuowała Mihrimah Sultan (1522-1578), a następnie Nurbanu Sultan (1525–1583), matka Murada III. Najpotężniejszymi i najbardziej znanymi valide sultan i haseki sultan w historii imperium osmańskiego były Roksolana, Mihrimah, Nurbanu, Safiye (1550–1619), Kösem (1590–1651) i Turhan (1627-1683).
Kobiety z haremu, które były niewolnicami, formalnie nigdy nie stawały się żonami sułtana (z wyjątkiem Roksolany, Nurbanu i Kösem). Jednakże ich dzieci otrzymywały pełnię praw w świetle prawa islamskiego, jeśli zostały uznane przez ojca.

## Lista valide sultan

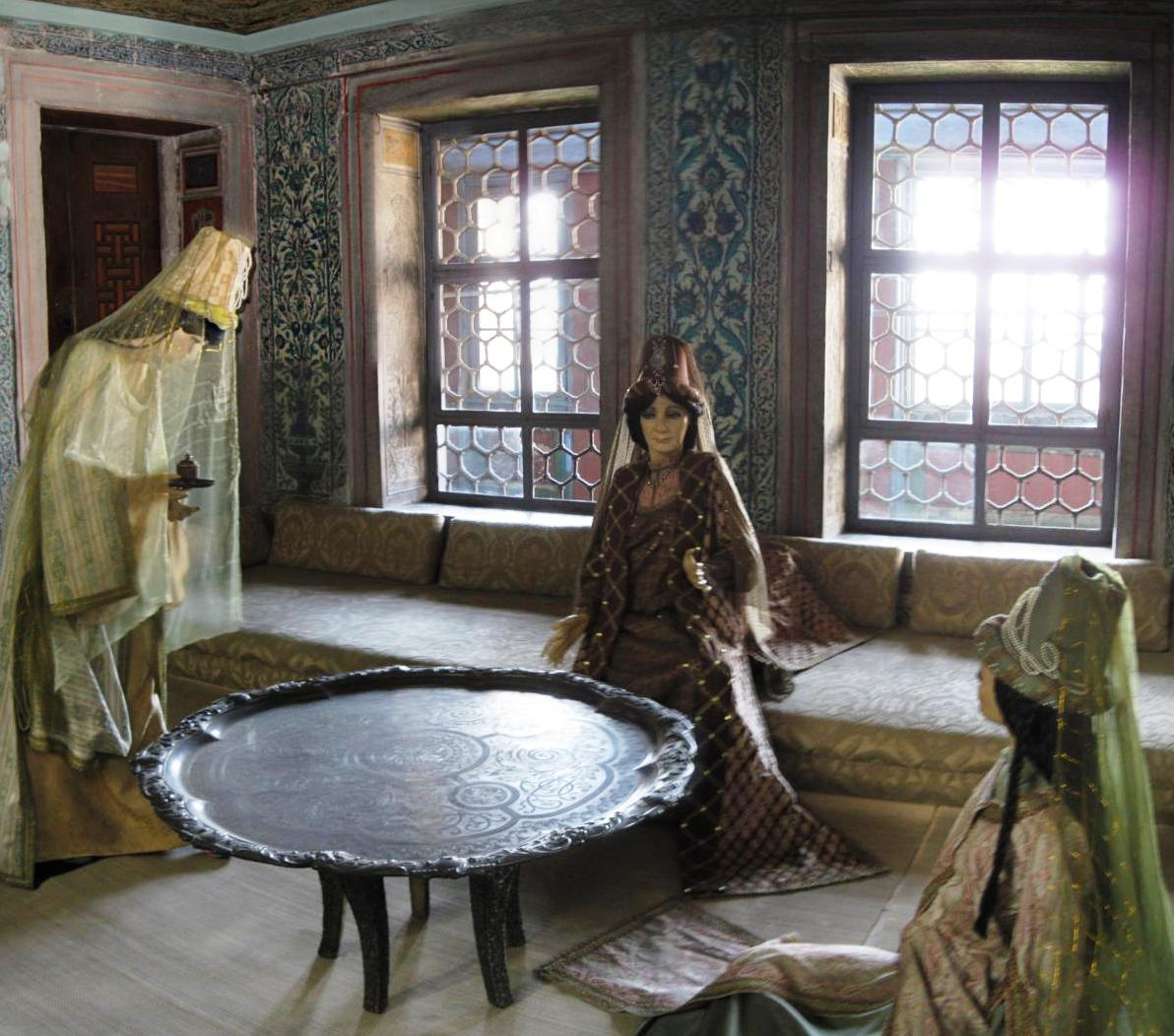
Valide sultan ze służącymi w jej komnacie w pałacu Topkapı.

Lista nie zawiera kompletnego spisu matek osmańskich sułtanów. Większość kobiet noszących tytuł valide sultan były biologicznymi matkami panujących sułtanów. Matki, które zmarły zanim ich synowie wstąpili na tron, nigdy nie otrzymały tytułu valide sultan. Były to: Roksolana, Hatice Muazzez, Emine Mihrişâh, Râbia Şermi, Tîrimüjgan, Gülcemâl i Gülüstu (Gülistan) Münire. W niektórych przypadkach tytuł przyjmowały babki, macochy lub nawet siostry panujących sułtanów, jak na przykład Seniyeperver, Kösem, Mihrimah czy Perestu.
| Imię                                 | Imię i nazwisko panieńskie                     | Pochodzenie                                                | Została valide                                                                                | Przestała być valide                | Śmierć               | Sułtan(owie)                                    |
| ------------------------------------ | ---------------------------------------------- | ---------------------------------------------------------- | --------------------------------------------------------------------------------------------- | ----------------------------------- | -------------------- | ----------------------------------------------- |
| Ayşe Hafsa Sultan عائشه حفصه سلطان   | Ayşe Hafsa                                     | Księżniczka krymska. Córka Mengli Gireja, chana krymskiego | 30 września 1520 intronizacja syna                                                            | 19 marca 1534                       | 19 marca 1534        | Sulejman Wspaniały (syn)                        |
| Mihrimah Sultan مهر ماه سلطان        | Mihrimah                                       | Osmańska księżniczka                                       | 7 września 1566 intronizacja brata                                                            | 15 grudnia 1574 śmierć brata        | 25 stycznia 1578     | Selim II (młodszy brat)                         |
| Mihrimah Sultan مهر ماه سلطان        | Mihrimah                                       | Osmańska księżniczka                                       | 15 grudnia 1574 intronizacja bratanka (jako ko-valide)                                        | 25 stycznia 1578                    | 25 stycznia 1578     | Murad III (bratanek)                            |
| Afife Nûr-Banû Sultan نور بانو سلطان | Cecilia Venier-Baffo lub Rachel Olivia de Nasi | Wenecjanka / Żydówka                                       | 15 grudnia 1574 intronizacja syna --------- 25 stycznia 1578 pełnia władzy jako valide sultan | 7 grudnia 1583                      | 7 grudnia 1583       | Murad III (syn)                                 |
| صفیه سلطان Melike Safiye Sultan      | Sofia Baffo                                    | Wenecjanka / Albanka                                       | 15 stycznia 1595 intronizacja syna                                                            | 22 grudnia 1603 śmierć syna         | 10 listopada 1618/9  | Mehmed III (syn)                                |
| Handan Sultan                        | Helena                                         | Greczynka                                                  | 22 grudnia 1603 intronizacja syna                                                             | 26 listopada 1605                   | 26 listopada 1605    | Ahmed I (syn)                                   |
| Halime Sultan حلیمہ سلطان            | Altunşah                                       | Abchazka                                                   | 22 listopada 1617 intronizacja syna                                                           | 26 lutego 1618 detronizacja syna    | 1623                 | Mustafa I (syn)                                 |
| Halime Sultan حلیمہ سلطان            | Altunşah                                       | Abchazka                                                   | 19 maja 1622 powrót syna do władzy                                                            | 10 września 1623 detronizacja syna  | 1623                 | Mustafa I (syn)                                 |
| Mahpeyker Kösem Sultan               | Anastazja / Anna                               | Greczynka. Urodzona na Tinos, Republika Wenecka            | 10 września 1623 intronizacja syna                                                            | 3 września 1651                     | 3 września 1651      | Murad IV (syn) Ibrahim I (syn) Mehmed IV (wnuk) |
| Turhan Hatice Sultan                 | Nadia / Nadieżda                               | Rosjanka / Rusinka                                         | 3 września 1651 śmierć teściowej                                                              | 5 lipca 1683                        | 5 lipca 1683         | Mehmed IV (syn)                                 |
| Saliha Dilaşub Sultan                | Katarina                                       | Serbka                                                     | 8 listopada 1687 intronizacja syna                                                            | 4 grudnia 1689                      | 4 grudnia 1689       | Sulejman II (syn)                               |
| Emetullah Rabia Gülnuş Sultan        | Evmania Voria                                  | Greczynka                                                  | 6 lutego 1695 intronizacja syna                                                               | 6 listopada 1715                    | 6 listopada 1715     | Mustafa II (syn) Ahmed III (syn)                |
| Saliha Sebkati Sultan                | Aleksandra                                     | Greczynka. Urodzona w Stambule                             | 20 września 1730 intronizacja syna                                                            | 21 września 1739                    | 21 września 1739     | Mahmud I (syn)                                  |
| Şehsuvar Sultan                      | Maria                                          | Serbka                                                     | 13 grudnia 1754 intronizacja syna                                                             | kwiecień 1756                       | kwiecień 1756        | Osman III (syn)                                 |
| Mihrişah Sultan                      | Agnes                                          | Gruzinka                                                   | 7 kwietnia 1789 intronizacja syna                                                             | 16 października 1805                | 16 października 1805 | Selim III (syn)                                 |
| Ayşe Seniyeperver Sultan             | Sonia                                          | Bułgarka                                                   | 29 maja 1807 intronizacja pasierba                                                            | 28 lipca 1808 detronizacja pasierba | 11 października 1828 | Mustafa IV (pasierb)                            |
| Nakşidil Sultan                      | Przypuszczalnie Aimée du Buc de Rivéry         | Francuska szlachcianka. Kuzynka Józefiny, żony Napoleona   | 28 lipca 1808 intronizacja pasierba                                                           | 22 sierpnia 1817                    | 22 sierpnia 1817     | Mahmud II (pasierb)                             |
| Bezmiâlem Sultan                     | Suzana                                         | Pochodziła z rodziny rosyjskich lub gruzińskich Żydów      | 2 lipca 1839 intronizacja syna                                                                | 2 maja 1853                         | 2 maja 1853          | Abdülmecid I (syn)                              |
| Pertevniyal Sultan                   | Hasna Khater / Besime                          | Czerkieska                                                 | 25 czerwca 1861 intronizacja syna                                                             | 30 maja 1876 detronizacja syna      | 5 lutego 1883        | Abdülaziz (syn)                                 |
| Şevkefza Sultan شوق افزا سلطان       | Vilma Zaurum                                   | Gruzinka. Urodzona w Imperium Rosyjskim                    | 30 maja 1876 intronizacja syna                                                                | 31 sierpnia 1876 detronizacja syna  | 17 września 1889     | Murad V (syn)                                   |
| Rahime Perestu Sultan                | Rahime Gogen                                   | Czerkieska                                                 | 31 sierpnia 1876 intronizacja pasierba                                                        | 11 grudnia 1905                     | 11 grudnia 1905      | Abdülhamid II (pasierb)                         |

## Wyjątki
Zwykle żyjące matki panujących sułtanów posiadały tytuł valide sultan, jednak były również kobiety, które nie nosiły tego tytułu pomimo tego, że ich syn zasiadł na tronie.
| Imię                   | Imię i nazwisko panieńskie | Pochodzenie | Śmierć         | Sułtan     |
| ---------------------- | -------------------------- | ----------- | -------------- | ---------- |
| Mahfiruz Hatice Sultan | Eudoksja                   | Serbka      | 1620           | Osman II   |
| Nükhetseza Hanımefendi | ?                          | Gruzinka    | 4 czerwca 1850 | Mustafa IV |